# Ризна Радовић
Ризна Радовић (Крпимеј, око 1900 — Чавољ, код Суботице, 1939) је једна од српских хероина из Великог рата, жена борац која је преживела чак 15 убода бугарских бајонета. Међу својим саборцима је била позната по надимку Стојан Комита.

## Биографија
Ризна (Стојана) Радовић је рођена у селу Крпимеју на Лабу код Подујева, на Косову 1900., или 1901. године. Дечије дане на Космету је проводила, као и сви остали у страху од напада албанских банди које су харале увелико. Већ у осмој години је доживела велику трауму када је њу и њеног млађег брата, недалеко од куће напао арбанаски бандит, кога је она, у борби за голи живот убила. Због страха од крвне освете Арбанаса, породица се преселила у село Прекопуце код Прокупља, где их је затекао Први светски рат. Живела је мирно до почетка 1917. године када су јој бугарски окупатори заробили родитеље и млађег брата и одвели их у заробљеништво из ког се никад нису вратили. Тад је решила да се придружи српској војсци. У борбама је учествовала од јануара до маја месеца.

## Учешће у рату
Ризна је најпре била у чети војводе Косте Војиновића, где су је и прозвали Стојан Комита, како се касније и сама представљавала. Ризна је својом храброшћу и одважношћу успела врло брзо да заслужи пушку и место међу војницима, као и поштовање сабораца. Учествовала је у многим окршајима са Аустријанцима и Бугарима, а посебно се исказала приликом ослобођења Блаца, у борбама на Јастрепцу и Ристовцу. Због јунаштва, унапређена је у чин десетара.
У једној борби, два бугарска метка рањавају је у леву ногу, а потом, тако рањену и измучену, бугарски војници чак 15 пута пробадају бајонетом, не би ли одала другове. До ослобођења, наизменично борави у болници и окупационом затвору. Ампутирана јој је једна нога а рука јој је била одузета од убода бајонетом.
Због јунаштва одликовао ју је лично маршал Франше д’Епере Француским ратним крстом са палмама и две домаће армијске похвале због јунаштва у Топличком устанку против бугарских окупатора.

## Живот после рата
Као и остали добровољци, по завршетку Првог светског рата од краља Александра добија пет хектара ораница у близини Суботице, у добровољачкој колонији Чавољ, недалеко од данашње Келебије. Иако је била тежак инвалид сама је обрађивала земљу. Памти се да је увек облачила мушко одело и до краја живота о себи говорила у мушком роду. Никада се није удавала.
Умрла је 1939. и сахрањена је на српском војничком гробљу у Дудовој шуми у Суботици уз све војничке почасти. Међутим, приликом мађарске окупације 1941, гробови српских јунака су оскрнављени. Одузимањем дела гробља од Српске православне црквене општине, по завршетку рата, послератне комунистичке власти су потпуно уништиле гробове и изорале земљу због изградње спортског центра.
ЈЕДИНО што данас чува успомену на одважну хероину је народна песма:
ОСТА САМО ПЕСМА
Ој, Ризна, младо момче, зашто нам село остави,

комитско рухо обуче, реденик тешки навуче,

назва се Стојан Комита, с гором се чарном састави.

Да кршиш с горе злотворе?

Стојане, мори комито, чува ли горје зелено,

Трешти ли бомба громовна, пљушти ли киша оловна,

Бије ли пушка силено, чујел’ се јека далеко?

Стојане, болан Стојане, што лежиш смркнут у гори,

Чујеш ли вране злокобне, поју ти песме надгробне,

Каква те мора умори, зашто си тијо, ђидијо?

Пеку ли ране Стојане, седамнаест смртних процвата

На младом телу дивотном, руменом крвљу животном?

Душманска то је освета, срећне ти ране Стојане.